# Mr. Big (Ermittlungsmethode)
Mr. Big ist eine Ermittlungsmethode der kanadischen Polizei, einem Verdächtigen mittels verdeckter Ermittler ein Geständnis zu entlocken. Es wird bei ungeklärten Kriminalfällen angewendet, in der Regel bei Mord.
Polizeibeamte gründen dazu eine fiktive kriminelle Organisation und verführen den Verdächtigen dazu, sich ihr anzuschließen. Sie bauen eine Beziehung zu dem Verdächtigen auf, gewinnen sein Vertrauen und binden ihn in kriminelle Handlungen ein (z. B. Kreditkartenbetrug, Verkauf von Waffen). Wenn der Verdächtige in die kriminelle Bande verstrickt ist, wird er dazu gebracht, Informationen über das zu untersuchende Verbrechen preiszugeben.
Die Mr. Big Technik wurde in den frühen 1990er Jahren von der Royal Canadian Mounted Police (RCMP) in British Columbia entwickelt. Seit 2008 wurde sie in mehr als 350 Fällen in Kanada verwendet. Die RCMP sagte, dass mit der Methode 75 % der Fälle geklärt wurden. Verfolgte Fälle führten zu 95 % zu einer Verurteilung.

## Methode
In einem Mr.-Big-Fall setzt die Polizei den Verdächtigen unter Beobachtung, oft jemand, der sozial isoliert und finanziell schwach ist. Nachdem Persönlichkeit und Gewohnheiten des Verdächtigen deutlich wurden, wird ein Szenario entwickelt.
Ein verdeckter Ermittler gibt vor, durch Zufall auf den Verdächtigen zu treffen, und bittet ihn um einen kleinen Gefallen. Indem er die Bekanntschaft ausnutzt, bietet der Agent bald Kameradschaft, Geschenke oder Beschäftigung an.
Der verdeckte Ermittler zahlt dem Verdächtigen Geld für kleine Aufgaben, wie z. B. das Zählen von Bargeld oder die Lieferung von Waren, die mit fiktiven kriminellen Aktivitäten verbunden sind. Da diese Aufgaben an Bedeutung und Häufigkeit zunehmen, wird der Verdächtige in einer kriminellen Organisation als „Aufsteiger“ behandelt. Die Verbindung wird stets verdichtet, was eine Atmosphäre erzeugt, in der es angemessen erscheint, ein Geständnis zu entlocken.
Schließlich wird der Verdächtige Mr. Big vorgestellt, dem Boss der fiktiven Verbrecherorganisation, der eigentlich ein erfahrener Polizeivernehmer ist.
Mit Hilfe von Verlockungen und Drohungen erzählt Mr. Big dem Verdächtigen, er habe von der Polizei belastende Informationen über den Verdächtigen erhalten, dessen bevorstehende Verhaftung die Bande bedroht – darum müsse Mr. Big die Details des ungelösten Verbrechens kennen. Mr. Big kann anbieten, die Situation zu bereinigen, indem er jemand anderen belastet, vielleicht einen todkranken Verbündeten, der bereit ist, den Fall für die Bande zu übernehmen. Oder Mr. Big kann behaupten, dass ein Maulwurf in der Polizeibehörde belastende Beweise manipulieren kann. Manchmal wird verlangt, dass das Geständnis Treu und Glauben, Loyalität oder Vertrauenswürdigkeit zeigt oder als „Versicherung“ für Mr. Big dient. Das letzte Treffen wird normalerweise aufgezeichnet.
Sobald die Polizei ein Geständnis erwirkt hat, wird der Verdächtige verhaftet. Bei ungelösten Kriminalfällen ist die Mr.-Big-Technik oft der letzte Ausweg, oder auch, wenn ein starker Verdacht mit unzureichenden Beweisen gepaart ist. Mit Mr. Big wurden Verurteilungen in Hunderten von Fällen erzielt. Allerdings werden auch Unschuldige motiviert, in der kriminellen Organisation zu bleiben, und es kann dem Verdächtigen akzeptabel erscheinen, Mr. Big ein falsches Geständnis zu geben.

## Kritik
Staatliche Agenten infiltrieren und manipulieren das Leben der Verdächtigen. Vollständige Aufzeichnungen darüber, was tatsächlich stattgefunden hat, sind selten verfügbar, insbesondere fehlen oft nachvollziehbare Gründe, warum die Zielperson überhaupt erst in Verdacht geraten war. Da die Zielpersonen für die ursprünglichen Straftaten nicht belangt werden, erfolgt keine gerichtliche Prüfung, ob diese Taten überhaupt begangen worden waren. Es besteht die Gefahr, dass irrtümlich verdächtigte, unschuldige Personen erst durch diese massive Beeinflussung gezielt zu Straftaten verleitet werden, die sie ohne diese Anstiftung nie begangen hätten. 
Die Methode beinhaltet den Vertrauensmissbrauch persönlicher Beziehungen sowie staatlich geförderte Täuschung.
Verteidigungsanwälte und Kriminalisten kritisierten auch, dass die Methode unzuverlässige Geständnisse hervorbringen kann.

### Beispielfall Rose 1999
Im Oktober 1983 geschah der Doppelmord an Andrea Scherpf und Bernd Göricke. 1991 wurde Andy Rose wegen dieser Morde verurteilt, fast ausschließlich auf eine Zeugenaussage gestützt. Im Dezember 1997 gab es eine für Rose entlastende Zeugenaussage, die zu seiner Freilassung auf Kaution führte. Ein weiteres Verfahren wurde vorbereitet.
Im Januar 1999 nahm ein verdeckter Ermittler der RCMP Kontakt zu Andy Rose auf, um sein Vertrauen zu gewinnen und dann per Mr. Big das Geständnis für die Morde zu erhalten. In den nächsten acht Monaten freundete sich der Ermittler mit Rose an. Rose wurde zu illegalen Tätigkeiten verführt, für die er insgesamt rund 5.900 Dollar erhielt. Nach acht Monaten erzählte die „Bande“, dass sie Informationen über seinen bevorstehenden Gerichtsfall sammeln und die Beweise für ihn ändern können, damit er nicht zurück ins Gefängnis muss, oder nicht einmal vor Gericht. Diese Unterstützung würde aber nur gewährt, wenn er ein anerkanntes Bandenmitglied würde. Und dazu käme es darauf an, Mr. Big zu beeindrucken.
Beim Treffen mit Mr. Big im Juli 1999 beteuerte Rose zunächst erneut seine Unschuld. Dann wurde ihm von Mr. Big deutlich gemacht, dass er ein Geständnis hören will und (der ehemalige Trinker) Rose solle sich das bei einem Bier überlegen. Nach ein paar Bier gestand Rose.
Roses Unschuld wurde 2001 aufgrund fehlender DNA-Spuren nachgewiesen; er wurde freigesprochen.

### Beispielfall Hart 2002
Im Juni 2005 wurde Nelson Hart wegen Mordes an seinen zwei Jahre alten Zwillingstöchtern angeklagt, die im August 2002 ertrunken waren.
Die Operation Mr. Big begann im Oktober 2002. Die Überwachung ergab, dass Hart sozial isoliert war, kaum Freunde hatte und finanziell schwach dastand.
Der erste Kontakt fand statt, als er dafür bezahlt wurde, bei der Suche nach der Schwester eines Bediensteten zu helfen. Er wurde gebeten, einige LKW-Lieferungen zu machen, für die er gut bezahlt wurde. Eine Freundschaft mit den Mitarbeitern entwickelte sich. Er fing an, falsche Kreditkarten, gefälschte Pässe und gefälschte Casino-Chips zu verkaufen. Im Laufe der Zeit nahm die Schwere der illegalen Aktivitäten zu, zusammen mit der lukrativen Wirkung der Auszahlungen. Er und seine Frau wurden mit Reisen, Einkaufstouren und Abendessen belohnt. Hart strebte danach, sich der Bande als vollwertiges Mitglied anzuschließen. Im Frühjahr 2003 wurde er dem Chef vorgestellt, und Mr. Big konfrontierte Hart mit dem Tod seiner Töchter und akzeptierte seine Erklärungen nicht. Unter Druck gestand Hart, die Mädchen vom Kai gestoßen zu haben. Hart brachte Mr. Big und einige Ermittler an den Tatort, um den Mord nachzuspielen. Dieses Ereignis wurde auf Video aufgenommen und diente als Hauptgrundlage für die Anklage vor Gericht. Im März 2007 wurde Hart wegen der Morde verurteilt.
Im Jahr 2012 wurde eine Berufung zugelassen. Laut Chief Justice Green war Hart „in einer Art in der Kontrolle des Staates, die der Haft gleichwertig war. Es war nicht vernünftig zu erwarten, dass er einen Grund oder eine Gelegenheit haben würde, die Organisation zu verlassen. Das bedeutete, er musste sich der Kultur der Organisation anschließen und dafür sorgen, dass er weiterhin die Zustimmung von Mr. Big erhielt. Obwohl er offensichtlich behaupten wollte, dass er eine unschuldige Erklärung für den Tod seiner Töchter hatte, fügte er sich schließlich, als klar wurde, dass Mr. Big keine andere Antwort akzeptieren würde als die, dass er sie ermordet habe. Für Hart gab es nur wenig Nachteil, Mr. Big zu erzählen, was er hören wollte, da er glaubte, die Aktivisten seien keine Polizisten. Auf der anderen Seite hatte Hart eine Menge zu verlieren, wenn er das geforderte Geständnis nicht gab.“
Im Juli 2014 wurde Hart freigesprochen.